# Altmano de Passau
San Altmano de Passau (c. 1015 – 8 de agosto de 1091), fue obispo de Passau y fundador de numerosos monasterios. Es venerado como santo pero no oficialmente canonizado. 

## Biografía
Altmano nació entre 1013 y 1020 en Westfalia en el seno de una familia noble de Sajonia. Fue educado en la escuela de la catedral de Paderborn, del que más tarde se convertiría en director. También fue canónigo en Aquisgrán, capellán de la corte del emperador Enrique III y canónigo de Goslar.
En 1065 fue nombrado obispo de Passau y comenzó las reformas del clero. En 1070 fundó la abadía de San Nicolás de Passau como un monasterio de la Orden de canónigos regulares y en 1083 la abadía de Göttweig de Baja Austria, que en 1094 se convertiría en una orden benedictina. También reformó los monasterios existentes de San Florian Priorato, la abadía de Kremsmünster, la de Melk y la de San Pölten.
En 1074 anunció la reforma del papa Gregorio VII, a quien apoyó en la siguiente Querella de las investiduras. En 1076 ni él ni Gebardo de Salzburgo participaron en la Reichstag de Worms y, como Gebhard, Altmano también apoyó la lucha contra el rey Rodolfo de Rheinfelden. Fue expulsado por los partidarios del emperador Enrique IV, que en 1077 redujo a escombros la ciudad.
Altmano asistió a los sínodos de 1079 y 1080 en Roma, donde fue nombrado legado papal de Alemania, y fue capaz de ganar para la causa papal a Leopoldo II de Austria, de la Casa de Babenberg. En 1085 el emperador lo depuso como obispo de Passau, tras lo cual pasó la mayor parte de su tiempo en el territorio de la Babenberg. Murió en Zeiselmauer de la Baja Austria, y fue enterrado en la iglesia de la abadía de Göttweig. Es venerado como santo, aunque nunca oficialmente canonizado. Su festividad se celebra el 8 de agosto.